# Guzmania gracilior
Guzmania gracilior là một loài thực vật có hoa trong họ Bromeliaceae. Loài này được (André) Mez mô tả khoa học đầu tiên năm 1896.